# El viejo Bugs
El viejo Bugs (en inglés Old Bugs) es un relato de terror, con un trasfondo sobre el alcoholismo, del escritor estadounidense H. P. Lovecraft.

## Elaboración y publicación
Fue escrito probablemente poco antes de julio de 1919 y publicado póstumamente por primera vez en 1959 en la colección de cuentos de terror de Arkham House The Shuttered Room and Other Pieces.

## Argumento
El viejo Bugs fue escrito después de que un amigo de Lovecraft, Alfred Galpin, le escribiera sugiriéndole que debían aprovechar para beber antes de la entrada en vigor de la ley seca. En respuesta, Lovecraft, de carácter abstemio, escribió el relato. La historia de un anciano maltrecho y de hábitos desordenados identificado con el propio Galpin.